# جيسون بيغز
جيسن بيغز (بالإنجليزية: Jason Biggs) ممثل أمريكي من مواليد 12 مايو 1978.

## وصلات خارجية
- جيسون بيغز على موقع IMDb (الإنجليزية)
- جيسون بيغز على موقع ميتاكريتيك (الإنجليزية)
- جيسون بيغز على موقع روتن توميتوز (الإنجليزية)
- جيسون بيغز على موقع قاعدة بيانات الأفلام العربية
- جيسون بيغز على موقع ألو سيني (الفرنسية)
- جيسون بيغز على موقع أول موفي (الإنجليزية)
- جيسون بيغز على موقع قاعدة بيانات برودواي على الإنترنت (الإنجليزية)
- جيسون بيغز على موقع قاعدة بيانات الأفلام السويدية (السويدية)
- جيسون بيغز على موقع إن إن دي بي (الإنجليزية)
- جيسون بيغز على موقع قاعدة بيانات الفيلم (الإنجليزية)